# Loja (Lettland)
Loja (dt.: Lose) ist ein Ort in Lettland, nördlich von Riga gelegen. 2022 hatte Loja 357 Einwohner.
Von 2006 bis 2021 war Loja der Sitz der Verwaltung des Bezirks Sēja (Sējas novads), der anschließend im Bezirk Saulkrasti aufging.